# Lydda groothaerti
Lydda groothaerti är en insektsart som beskrevs av Van Stalle 1986. Lydda groothaerti ingår i släktet Lydda och familjen Derbidae. Inga underarter finns listade i Catalogue of Life.